# Yavor Yanakiev
Yavor Yanakiev (en bulgare : Явор Янакиев) est un lutteur gréco-romain bulgare né le 3 juin 1985 à Stara Zagora.

## Biographie
Yavor Yanakiev participe aux Jeux olympiques d'été de 2008 à Pékin et remporte la médaille de bronze en catégorie poids moyens.

## Palmarès

### Championnats d'Europe
- Médaille de bronze en catégorie des moins de 74 kg en 2013, à Tbilissi